# Szczebrzeszyn
Szczebrzeszyn (prononciation [ʂt͡ʂɛˈbʐɛʂɨn]) est une ville de la voïvodie de Lublin, dans le sud-est de la Pologne.
Elle est le siège administratif (chef-lieu) de la gmina de Szczebrzeszyn, dans le powiat de Zamość.
Sa population s'élevait à 5 357 habitants en 2004 répartie sur une superficie de 29,04 km².

## Administration
De 1975 à 1998, la ville était attachée administrativement à l'ancienne voïvodie de Zamość.
Depuis 1999, elle fait partie de la nouvelle voïvodie de Lublin.

## Culture
- Szczebrzeszyn est connue en Pologne grâce au poème Chrząszcz (Le coléoptère) de Jan Brzechwa.
- Le peintre Józef Brandt (1841-1915), est né à Szczebrzeszyn.

## Personnalités
- Léopold Kraczkiewicz (1809-1898), officier franco-polonais, est né à Szczebrzeszyn.

## Galerie
Quelques vues de Szczebrzeszyn

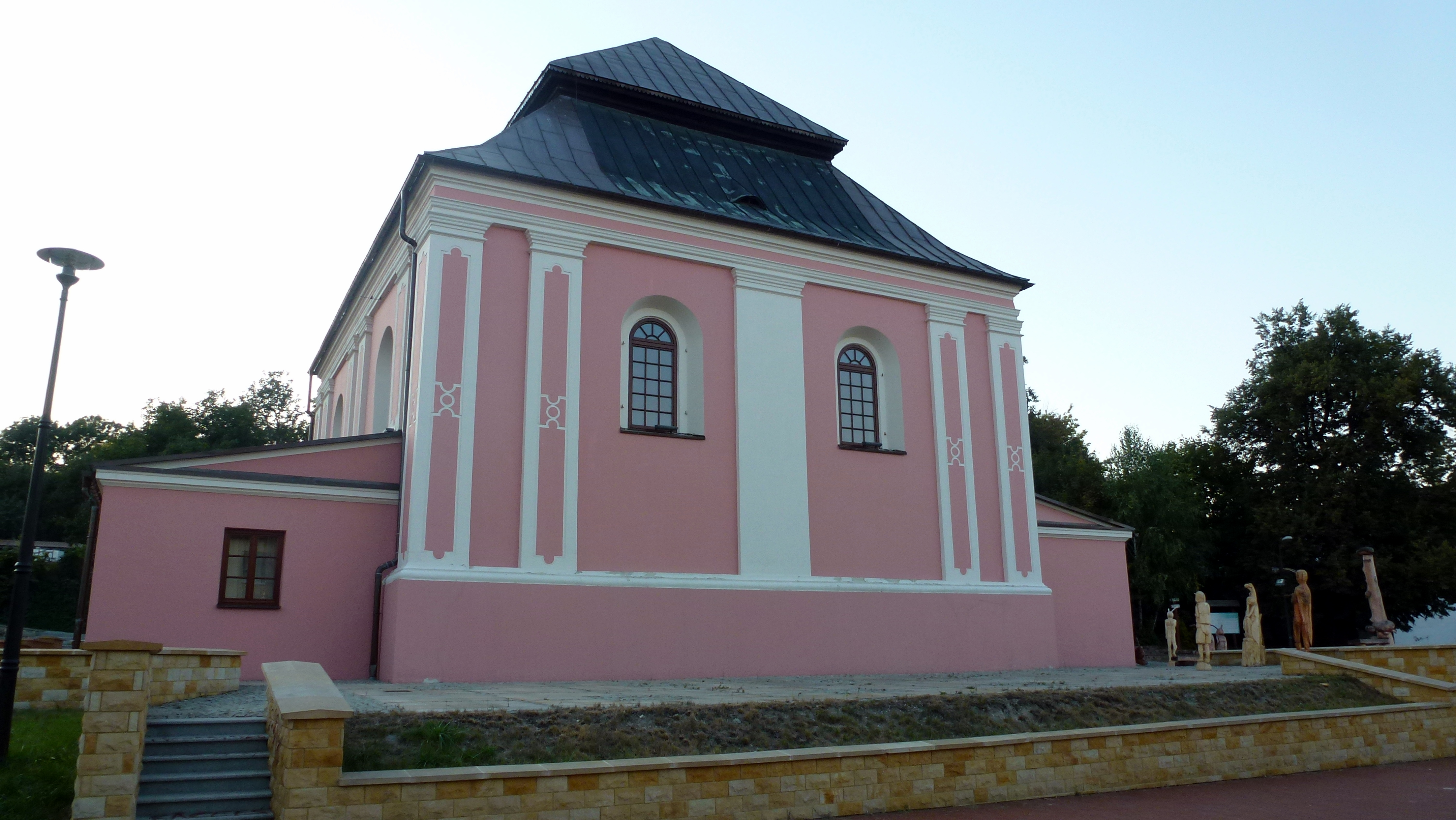
L'ancienne synagogue restaurée.
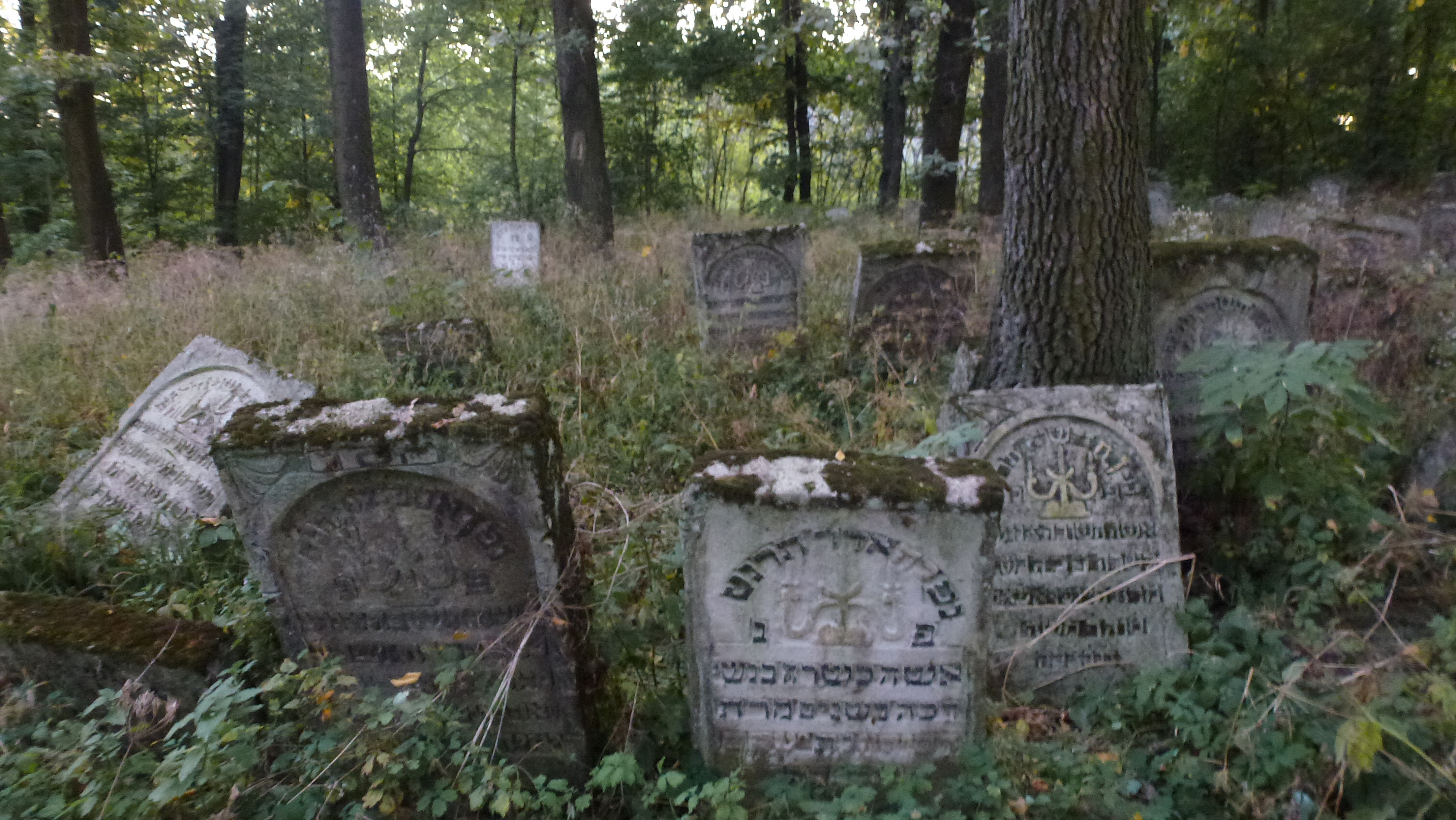
Le cimetière juif.
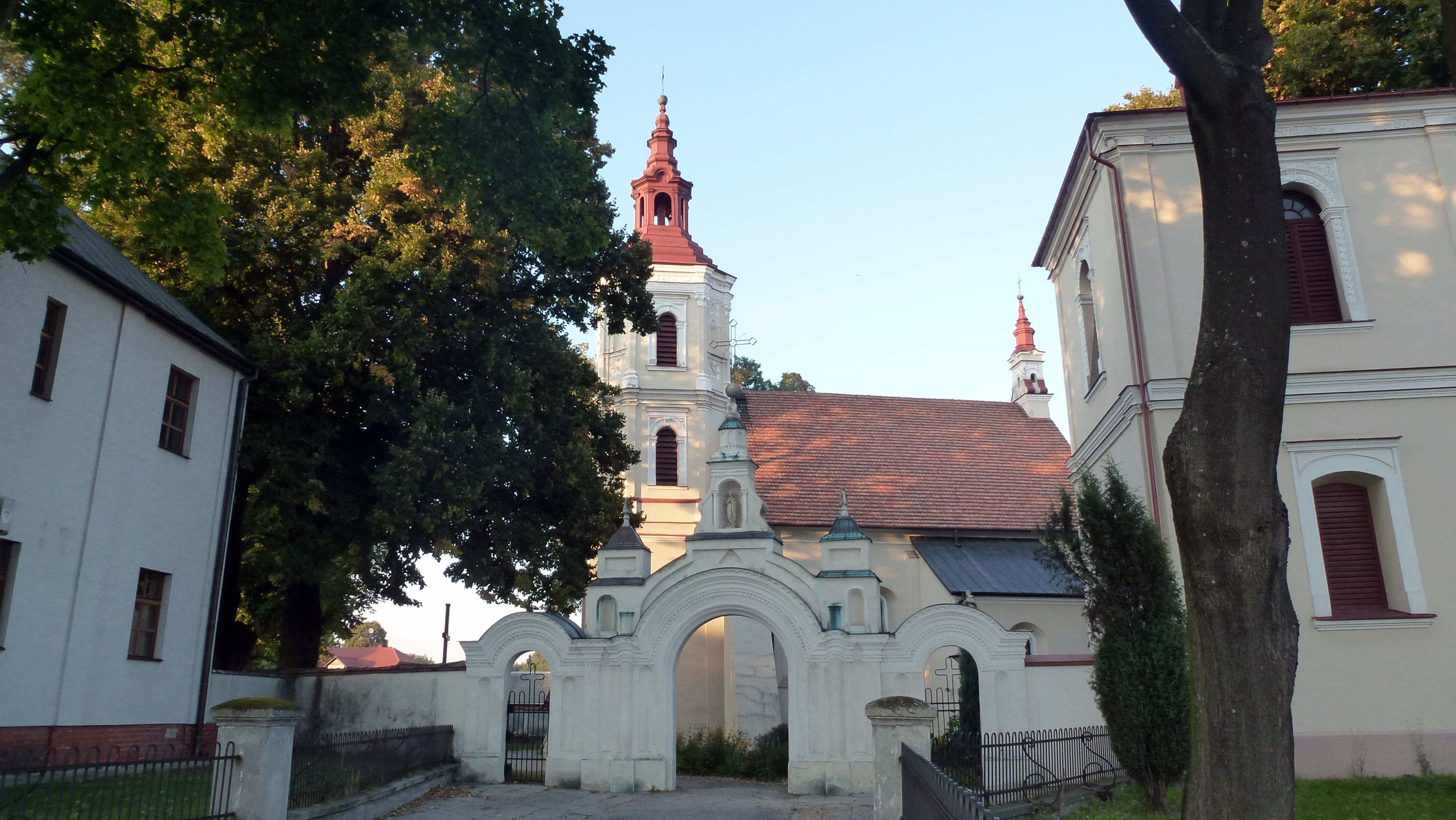
L'église orthodoxe Saint Nicolas.